# Carnegie Museum of Art
Carnegie Museum of Art (Muzeum Sztuki Carnegie) – muzeum sztuk pięknych położone w Pittsburghu przy alei 4400 Forbes Avenue. Zostało założone w 1895 przez przemysłowca i filantropa Andrew Carnegie. Wchodzi w skład grupy czterech muzeów Muzea Carnegie w Pittsburghu. Znane w Stanach Zjednoczonych i na świecie ze swej kolekcji malarstwa amerykańskiego i europejskiego z okresu od XVI w. do chwili obecnej.

## Historia

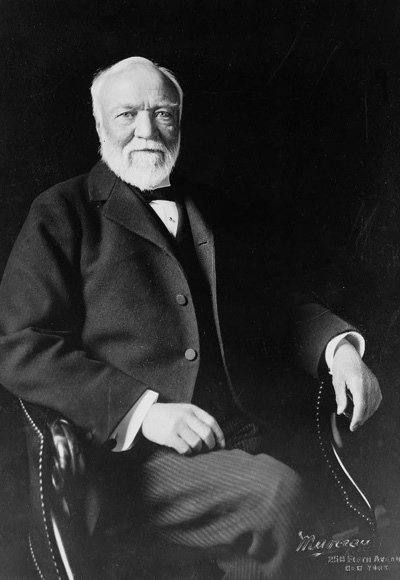
Andrew Carnegie

Podczas gdy większość muzeów sztuki założonych na przełomie XIX i XX w. skupiała się na zbiorach starych mistrzów, Andrew Carnegie miał wizję kolekcji muzealnej, składającej się z dzieł sztuki współczesnej. W 1896 zainicjował on cykl wystaw sztuki współczesnej i zaproponował, żeby kolekcja malarstwa w muzeum była tworzona poprzez zakupy prac z tej dziedziny. Carnegie tym samym zakładał zapewne pierwsze muzeum sztuki nowoczesnej w Stanach Zjednoczonych. Pierwsze jego nabytki to dzieła takich artystów jak Winslow Homer, James McNeill Whistler i Camille Pissarro, które stworzyły podwaliny pod muzealną kolekcję sztuki amerykańskiej i francuskiej. 
Carnegie Museum of Art posiada dziś znaczącą kolekcję sztuki współczesnej, obejmującą dzieła filmowe i wideo, a także dzieła sztuki amerykańskiej począwszy od końca XIX w., obrazy francuskich impresjonistów i postimpresjonistów oraz wyroby europejskiego i amerykańskiego rzemiosła artystycznego od końca XVII w. do chwili obecnej. Zbiory uzupełnia kolekcja sztuki azjatyckiej (zwłaszcza japońskie drzeworyty) oraz sztuka afrykańska.
Galeria Heinz Architectural Center, otwarta w 1993, jest przeznaczona do gromadzenia, analizy oraz ekspozycji rysunków architektonicznych i modeli. W galerii Hall of Architecture znajduje się największa w Ameryce i jedna z trzech największych na świecie kolekcja gipsowych odlewów arcydzieł architektonicznych. Marmurowe wnętrze galerii Hall of Sculpture stanowi replikę wnętrza Partenonu.
W 1994 muzeum przedstawiło zmienioną ekspozycję dzieł sztuki amerykańskiej i europejskiej oraz wyrobów amerykańskiego i europejskiego rzemiosła artystycznego powstałych przed 1945, ukazując je w jednym ciągu chronologicznym. Po wieloletniej renowacji otwarto w 2003 i ponownie w 2012 Scaife Galleries, zawierającą obrazy, rzeźby, prace na papierze i dzieła rzemiosła artystycznego. Celem renowacji i zmian była łączna ekspozycja dzieł rzemiosła artystycznego i prac na papierze z obrazami, rzeźbami, dziełami filmowymi i wideo. Niektóre z galerii są przystosowane do eksponowania instalacji wielkowymiarowych, sięgających do sufitu.
W salach wystawowych Heinz Galleries urządza się wystawy czasowe, od trzech do pięciu każdego roku. 
W 2009 oddano do użytku po renowacji kolejną galerię, Ailsa Mellon Bruce Galleries poświęconą rzemiosłu artystycznemu i designowi.

## Zbiory

### Malarstwo i rzeźba
Zbiory malarstwa i rzeźby mieszczą się w 21 galeriach zwanych Scaife Galleries. Ich modernizacja zakończyła się w 2012. Pięć z nich urządzono na nowo, aby lepiej wyeksponować dzieła impresjonizmu oraz rzeźby, dając tym samym zwiedzającym jedyny w swoim rodzaju pogląd na muzealne zbiory
Powstanie Scaife Galleries było możliwe dzięki darowi rodziny Scaife i założonej przez nią fundacji, które pozwoliły na więcej niż podwojenie powierzchni wystawienniczej w muzeum. Prawie połowa z 11 600 m² została przeznaczona pod kolekcję stałą, a resztę powierzchni wykorzystano pod pracownię dla dzieci, teatr, biura, kawiarnię i księgarnię. Dzięki wsparciu Sary Scaife muzeum zakupiło ważne dzieła, uważane obecnie za podstawę kolekcji – obrazy impresjonistów i postimpresjonistów (m.in. Moneta, Renoira, Degasa i innych); dzieła te sprawiły, iż prowincjonalna dotychczas kolekcja Carnegie Museum of Art stała się kolekcją znaczącą. Sara Scaife zmarła w 1965, a jej rodzina i fundacja jej imienia, Scaife Foundation przekazały posiadane dzieła w darze Carnegie Institute.
W 1974 do wschodniego skrzydła Carnegie Institute przy Forbes Avenue dobudowano Scaife Galleries, zaprojektowane przez Edwarda Larrabee Barnesa. Wnętrze wypełniały nagie, białe ściany, które w połączeniu z obfitym, naturalnym oświetleniem uważano wtedy za najlepszy i najbardziej klarowny sposób eksponowania dzieł sztuki – architektura miała tu odgrywać rolę wspierającą, a nie intruzywną.
W 1984 dokonano przebudowy galerii. Zauważono, iż długie, proste korytarze i płaskie, białe ściany nie najlepiej służą ekspozycji niektórych starych obrazów, które wyglądałyby korzystniej w mniejszych pomieszczeniach, na ścianach o cieplejszej tonacji. Przebudowano strop galerii dodając świetlik w celu lepszego doświetlenia wnętrza. W 1994 stałą kolekcję malarstwa uzupełniono o rzeźby i wyroby rzemiosła artystycznego. Dokonano zmian w aranżacji poszczególnych galerii, które zostały połączone wijącym się korytarzem według koncepcji architekta Richarda Gluckmana. Odsłonięto te świetliki, które w wyniku wcześniejszych modernizacji zostały zasłonięte. Dokonywane zmiany podyktowane były wzrostem ilościowym kolekcji a także potrzebą lepszego udostępnienia dzieł zwiedzającym. Wzięto pod uwagę również postęp w zakresie technologii ochrony środowiska stosowanych przez muzea podczas konserwacji zbiorów. 
Latem 2002 rozpoczęto kolejną modernizację Scaife Galleries, które otwarto dla publiczności w dniu 4 października 2003.

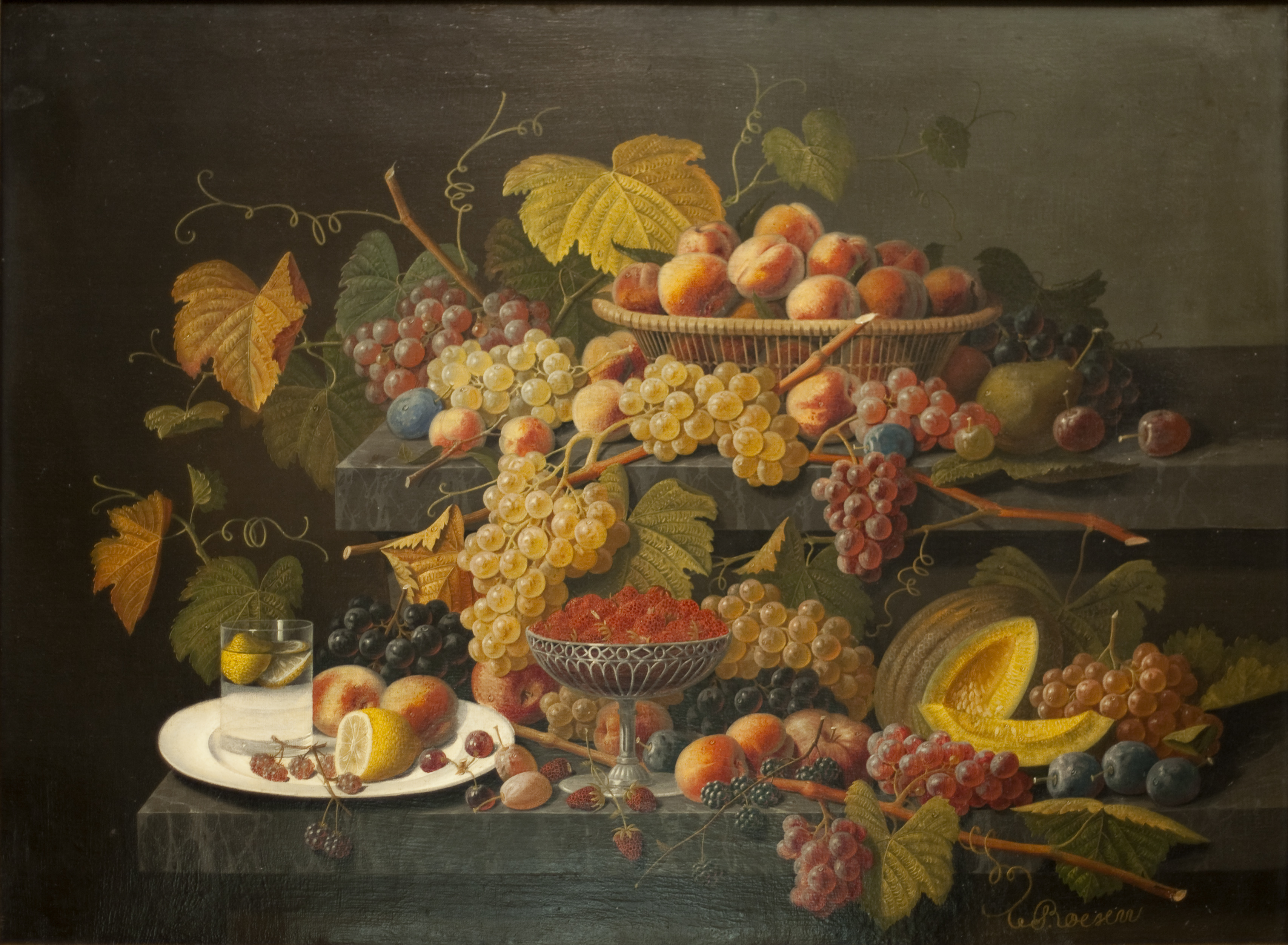
Severin Roesen, Martwa natura z owocami, 1844–1845
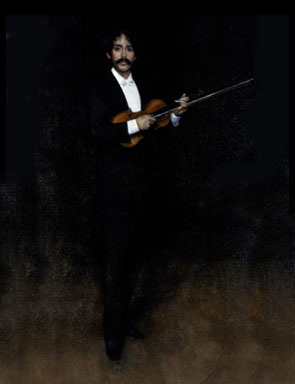
James McNeill Whistler, Aranżacja czerni: portret Señora Pablo de Sarasate, 1884
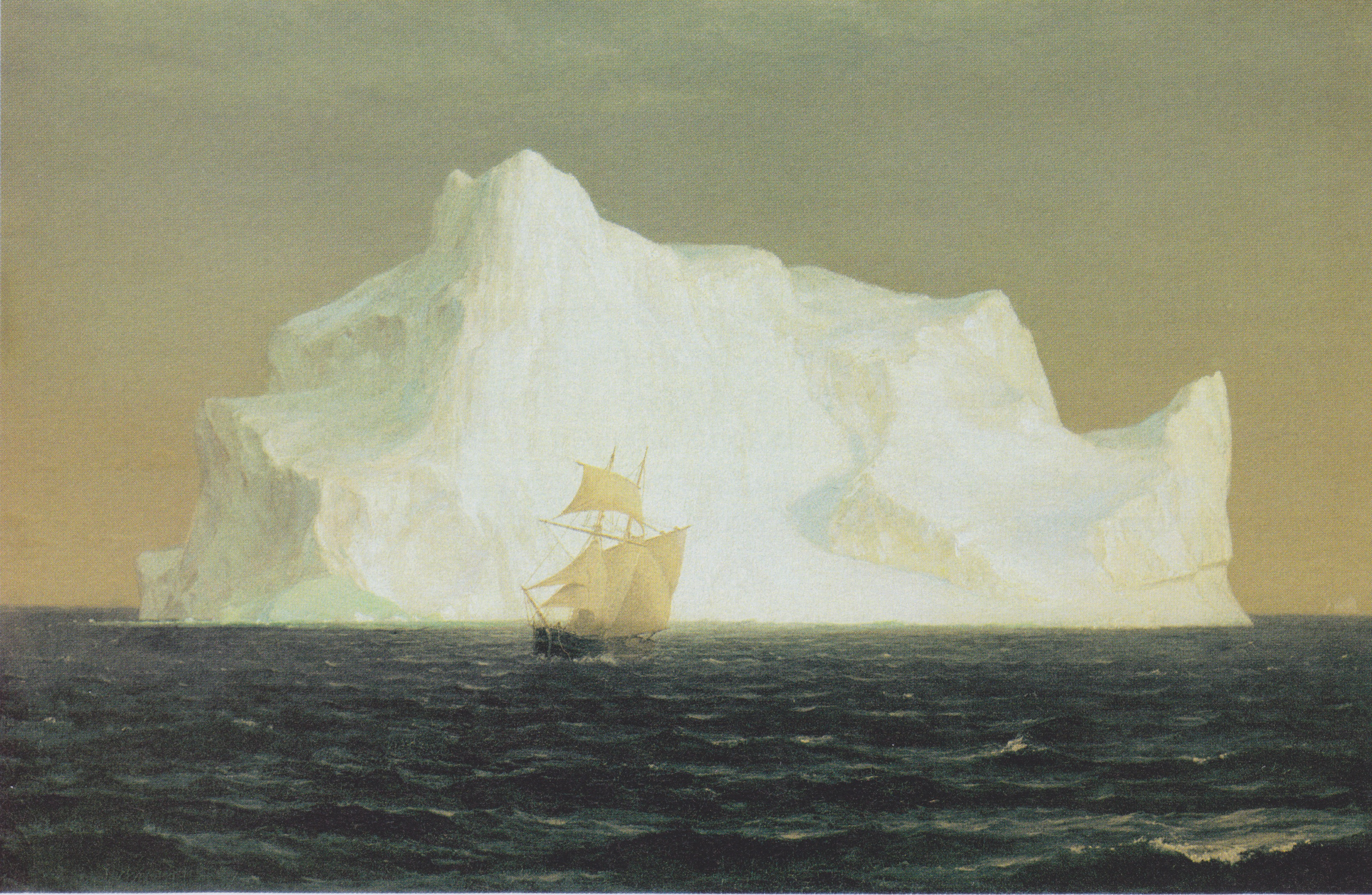
Frederic Edwin Church, Góra lodowa, 1891
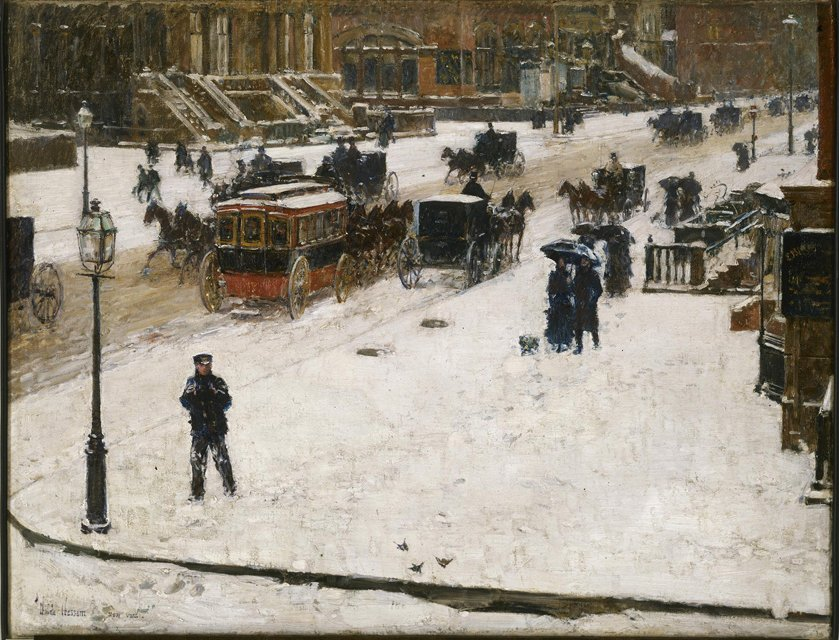
Childe Hassam, Fifth Avenue zimą, ok. 1892

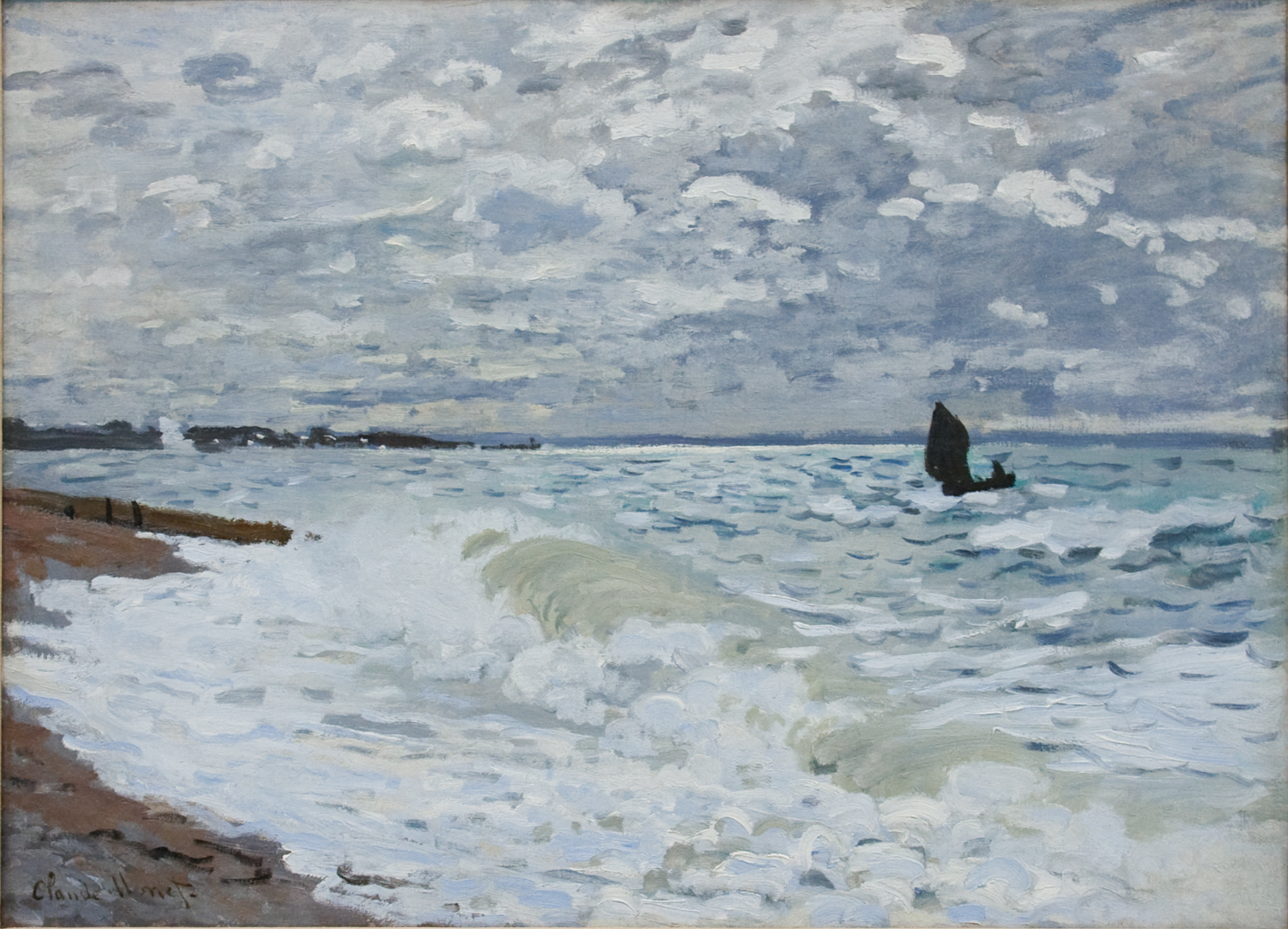
Claude Monet, Morze w Hawrze, 1868
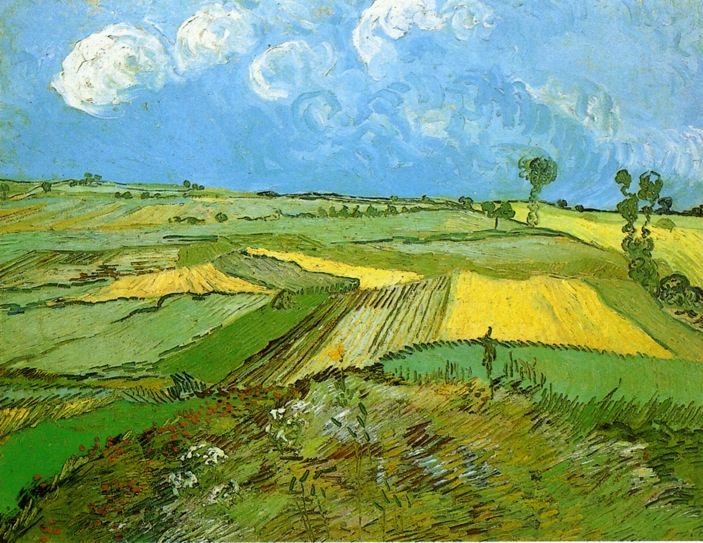
Vincent van Gogh, Pole pszenicy pod zachmurzonym niebem w Auvers, 1890
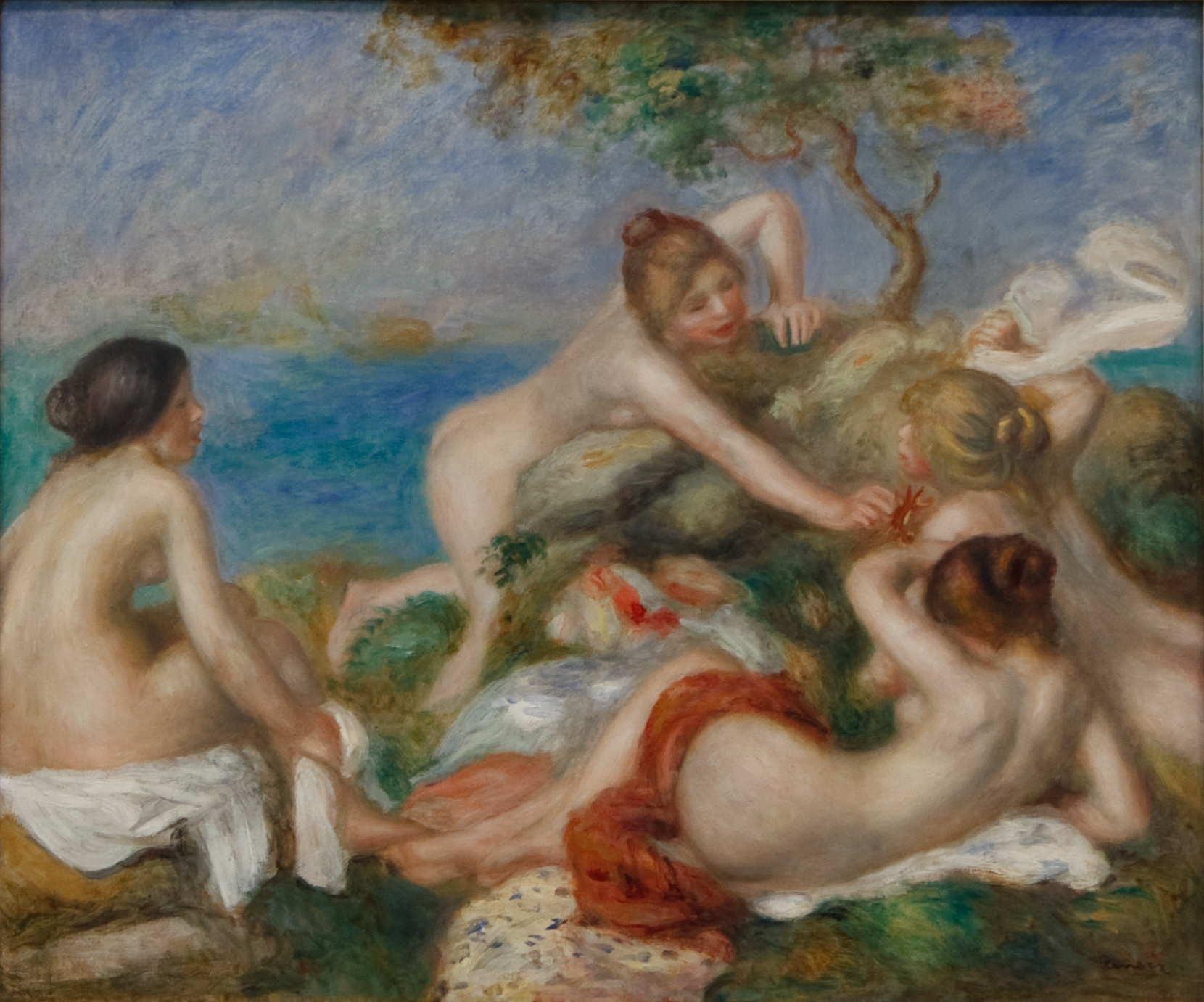
Auguste Renoir, Kąpiące się z krabem, 1890–1899
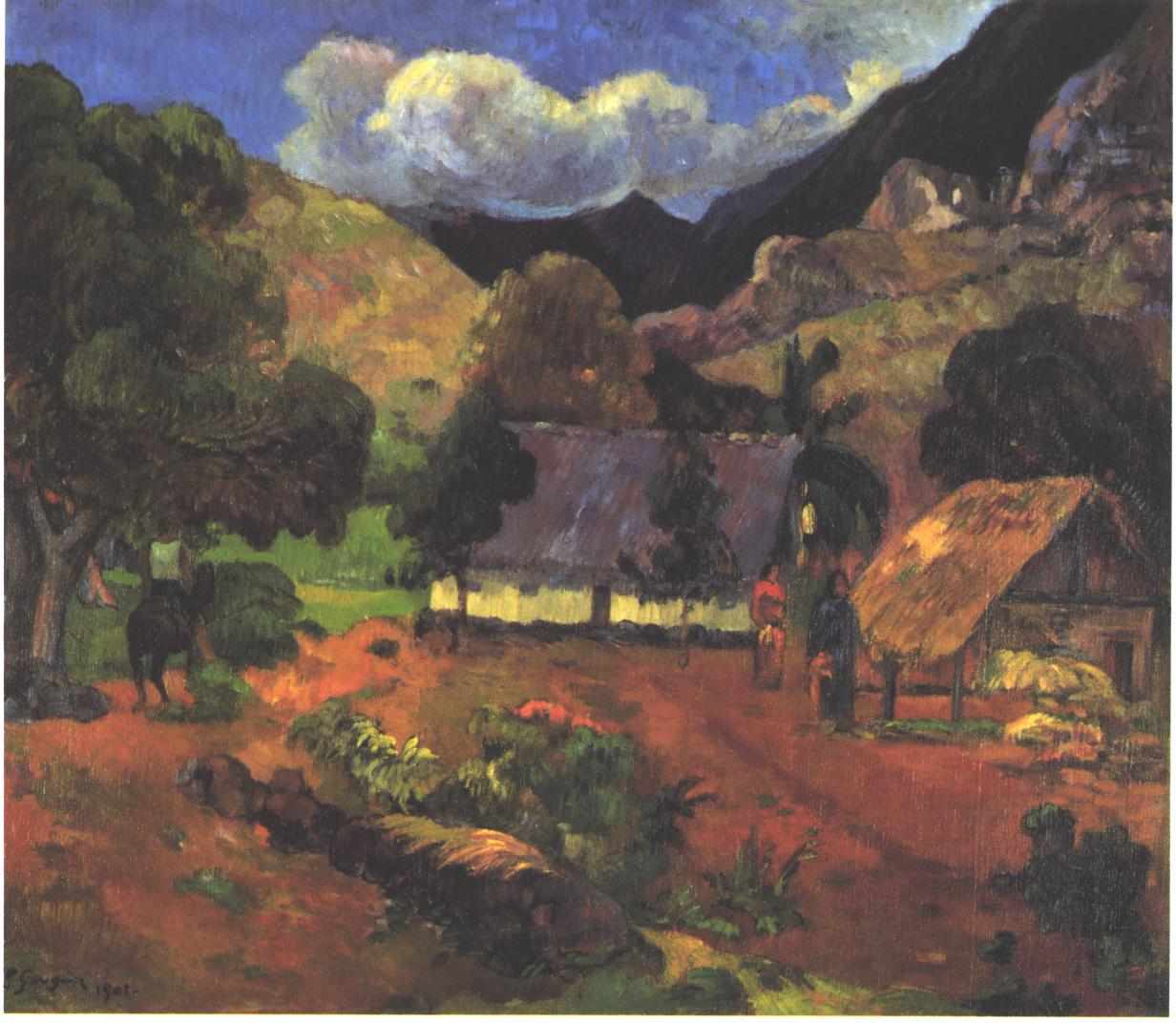
Paul Gauguin, Pejzaż z trzema osobami, 1901

### Rzeźba i rzemiosło artystyczne
Galeria Hall of Sculpture (Sala Rzeźby) została pierwotnie zaprojektowana dla ekspozycji 69 kopii rzeźb egipskich, bliskowschodnich, greckich i rzymskich. Kiedy otwarto ją w 1907, większość z tych gipsowych odlewów zajmowała parter budynku. Jego konstrukcja została zainspirowana starożytnym, greckim Partenonem, świątynią dedykowaną bogini Atenie, opiekunce Aten.
Architekci Hall of Sculpture wybrali jako model wnętrze Partenonu, otoczone przez podwójny rząd kolumn, mogące pomieścić wysoki na 13 m posąg Ateny. Hall of Sculpture został zbudowany z białego marmuru, pochodzącego z tych samych kamieniołomów w Grecji, które kiedyś dostarczyły kamień do Partenonu. W celu lepszej ekspozycji zbiorów architekci zbudowali na piętrze balkon z ozdobną balustradą, umożliwiający podziwianie rzeźb z góry. Sam balkon jest obecnie przeznaczony dla ekspozycji dzieł rzemiosła artystycznego, głównie ze szkła, ceramiki, metaloplastyki, pochodzących z okresu od XVIII do XX w.
Chociaż z biegiem czasu wiele dzieł z pierwotnej kolekcji Andrew Carnegie, w tym kilka przykładów rzeźb z samego Partenonu, przeniesiono do innej galerii, Hall of Architecture, kilka z nich zostało umieszczonych na cokołach na balkonie przypominając o pierwotnym przeznaczeniu tego działu muzeum.
Obecnie w budynku Hall of Architecture wystawiane są dzieła z kolekcji stałej muzeum, a okazyjnie urządzane są w nim wystawy specjalne. Dla zorganizowanej w 1988 wystawy Carnegie International niemiecki artysta Lothar Baumgarten stworzył rzeźbę The Tongue of the Cherokee (Język czirokeski). Motywem ikonograficznym tego dzieła był sylabariusz czirokeski, stworzony na początku XIX w. O ile wybór Partenonu jako wzorca architektonicznego miał przypominać o znaczeniu antycznej kultury dla amerykańskiej polityki, tak Język czirokeski miał przypominać o obecności w Ameryce jej rdzennych mieszkańców i być wyrazem uznania dla ich roli w historii kontynentu.

### Architektura

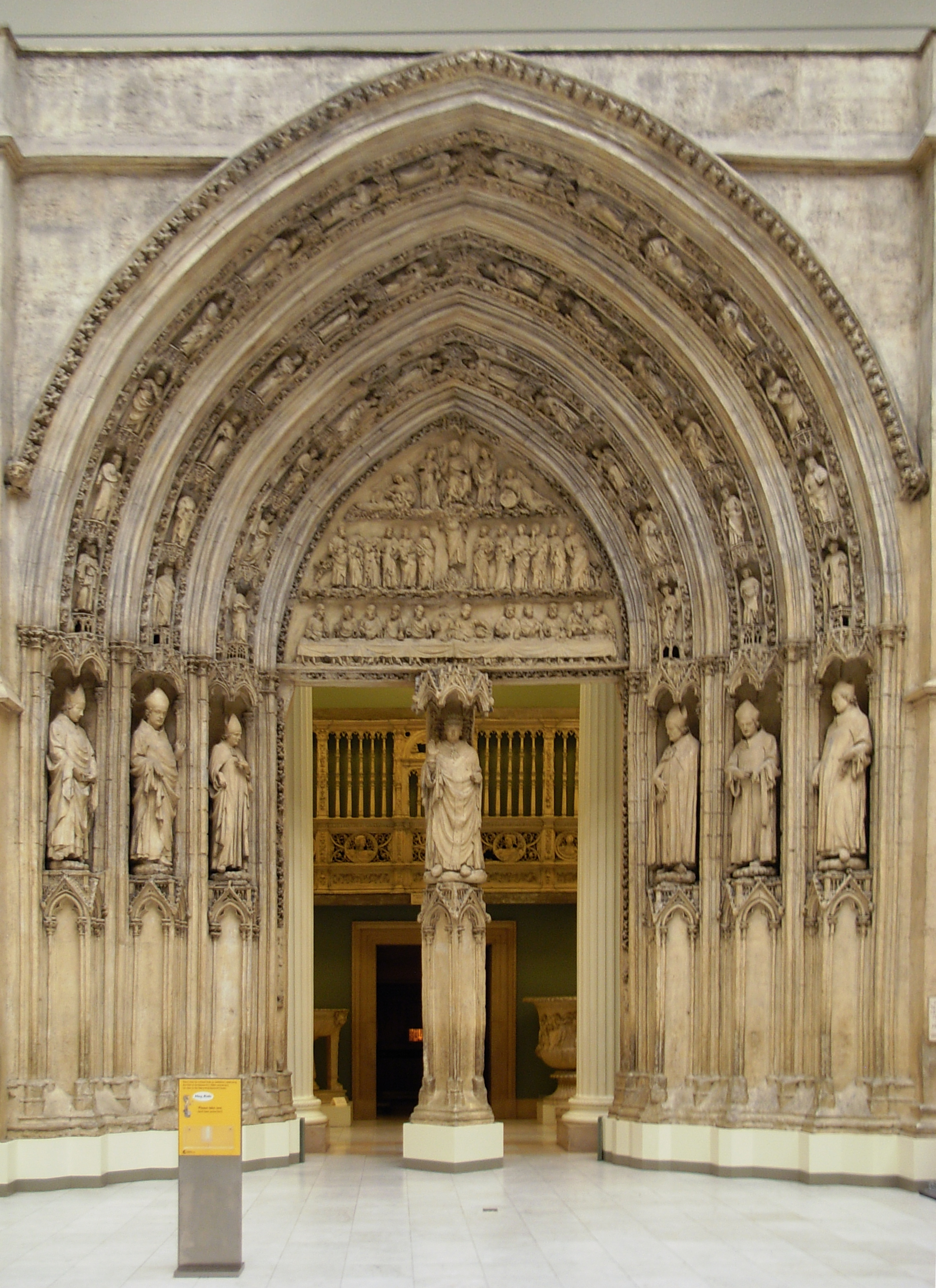
Kopia portalu z północnego transeptu katedry św. Andrzeja w Bourdeaux

Dział Hall of Architecture (Sala architektury) z kolekcją ponad 140 gipsowych architektonicznych arcydzieł z przeszłości został otwarty w 1907. W tym czasie na terenie Europy i Stanów Zjednoczonych istniały już liczne zbiory tego typu odlewów. Carnegie Museum of Art posiada dzisiaj największy zbiór architektonicznego odlewów w Stanach Zjednoczonych, rywalizujący na arenie międzynarodowej jedynie z podobnymi kolekcjami w Muzeum Wiktorii i Alberta w Londynie, oraz w Musée des Monuments Français w Paryżu. Kolekcja gipsowych odlewów architektonicznych w Pittsburghu odznacza się tym, iż przetrwała zasadniczo nienaruszona. Mieści się ona w wielkim, specjalnie dla niej zaprojektowanym gmachu Hall of Architecture, którego konstrukcja stanowiła inspirację jednym z siedmiu cudów starożytnego świata, Mauzoleum w Halikarnasie.
Kierując się poglądem, że replika arcydzieła jest lepsza, niż przeciętny oryginał, kolekcjonerzy, począwszy od czasów pierwszego cesarza Rzymu aż do początku XX w., gromadzili wielkie gipsowe odlewy uznanych arcydzieł. Już w IV w. p.n.e. Grecy wykonywali gipsowe odlewy słynnych marmurowych posągów. W czasach rzymskich zainteresowanie rzeźbą grecką również powodowało kopiowanie dzieł sztuki. Odlewy gipsowe były także popularne w okresie renesansu, kiedy „odradzająca” się starożytność oddziaływała na ówczesny artystyczny gust. Pod koniec XVIII w. zbiory odlewów gipsowych, inspirowanych nowymi odkryciami archeologicznymi, można było znaleźć w większości miast europejskich.
W XIX w. zapotrzebowanie na gipsowe odlewy gwałtownie wzrosło. Dominacja historycznych stylów w architekturze przedmodernistycznej powodowała, iż student architektury musiał studiować wybitne budowle z przeszłości, w czym gipsowe odlewy odgrywały istotną rolę.
Andrew Carnegie do 1907 zgromadził łącznie 144 architektoniczne odlewy gipsowe, 69 kopii rzeźb i 360 replik w brązie (obecnie eksponowanych w tylnej części Hall of Architecture). Ta kolekcja odlewów była, generalnie biorąc, reprezentatywna dla swoich czasów. Składały się na nią ulubione dzieła ze starożytności: Apollo Belwederski, Wenus z Milo, Nike z Samotraki, słynny Dyskobol Myrona (nadal obecne w kolekcji), arcydzieła gotyku, jak drzwi z baptysterium we Florencji, a także dzieła architektury romańskiej, zwłaszcza fasada opactwa St. Gilles w Saint-Gilles, wykonana w całości na podstawie oryginału. 
Hall of Architecture jest obecnie jedną z trzech galerii na świecie i jedyną w Ameryce Północnej mającą w swych zbiorach odlewy architektoniczne. Nowy etap w historii zbiorów architektonicznych w Carnegie Museum of Art zapoczątkowało otwarcie Heinz Architectural Center w 1993. W Heinz Architectural Center, stanowiącym dar fundacji Drue Heinz Foundation, znajduje się jedna z najbardziej rozbudowanych kolekcji poświęconych architekturze, jakie istnieją w amerykańskich muzeach sztuki. Jądro tej kolekcji stanowią rysunki, grafika i modele, w większości z wieku XIX i XX. Budynek Heinz Architectural Center, dzieło nowojorskiej firmy Cicognani Kalla Architects stanowi innowacyjną syntezę klasycyzmu i modernizmu, które nawiązuje do pierwotnego projektu budynku Carnegie Institute, nie naśladując go. Centrum posiada własne galerie do prezentacji wystaw czasowych, mieści także pracownię i biura.

### Rzemiosło artystyczne

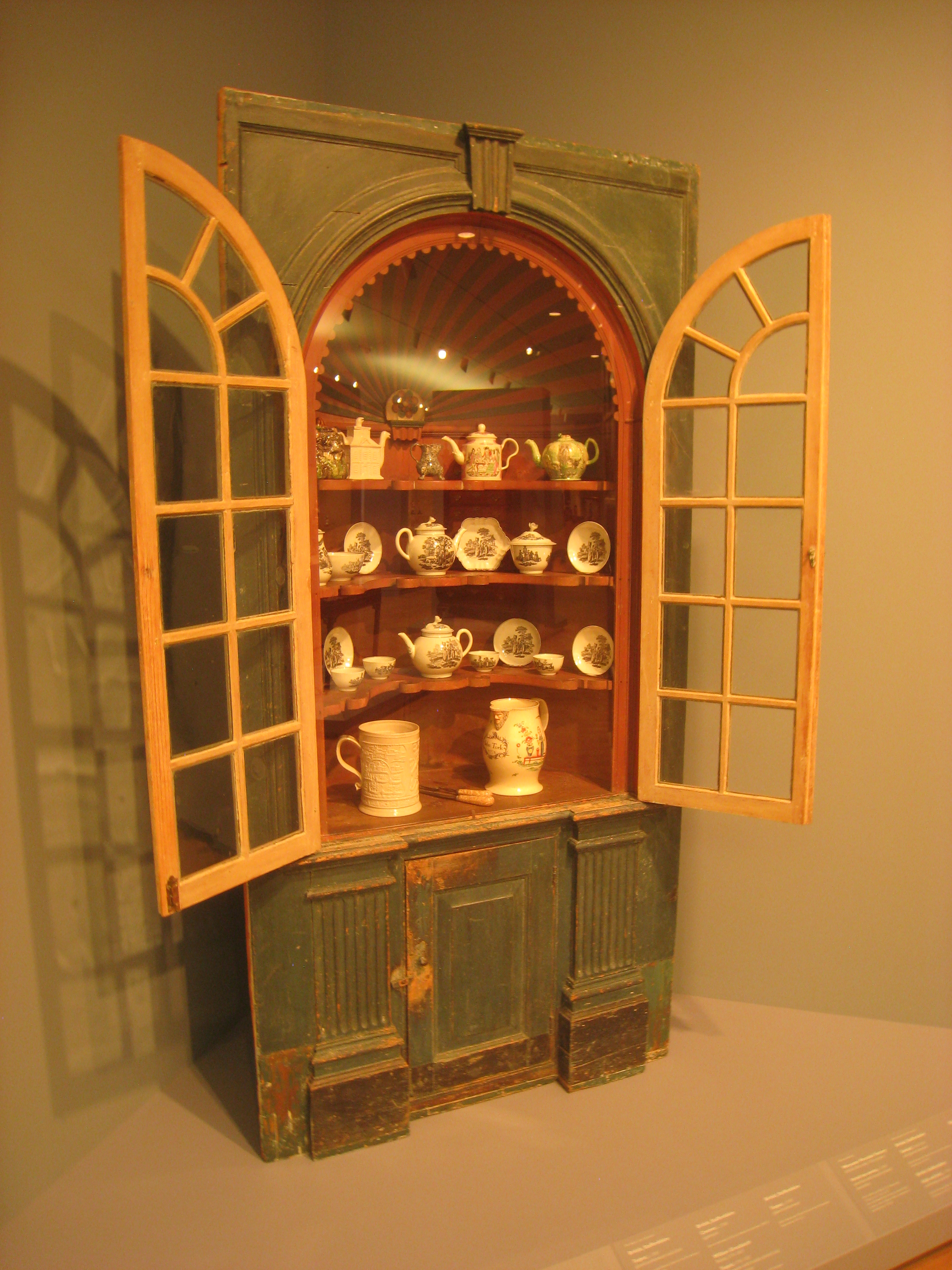
Amerykański kredens narożny, ok. 1750–1755

Budynek obecnej galerii Ailsa Mellon Bruce Galleries został zbudowany w 1907 jako miejsce ekspozycji odlewów z brązu, stanowiących kopie dzieł ze starożytnych miast Pompeje i Herkulanum. W latach późniejszych służył jako tymczasowa powierzchnia wystawowa. W 1976 w budynku umieszczono zbiory rzemiosła artystycznego im. Ailsy Mellon Bruce, dziedziczki fortuny potentata finansowego z Pittsburgha i sekretarza skarbu, Andrew W. Mellona. Ailsa Mellon Bruce (1901–1969), zapalona miłośniczka i kolekcjonerka sztuki przekazała w 1970 prawie 3 000 eksponatów ze swej kolekcji na rzecz Carnegie Museum of Art.
W otwartej ponownie w listopadzie 2009, zmodernizowanej galerii im. Ailsy Mellon Bruce wystawionych jest prawie 500 eksponatów ze stałej kolekcji sztuki dekoracyjnej i designu Carnegie Museum of Art. 
Zakres chronologiczny tych zbiorów to wiek XVIII (późny barok, rokoko i klasycyzm), wiek XIX (style historyzujące, początki secesji oraz ruchu Arts and Crafts Movement i wiek XX (ruch Art déco i modernizm lat 20. oraz współczesne wyroby rzemiosła artystycznego i designu). 
Z pojedynczych eksponatów uwagę przyciągają amerykańskie malowane i pozłacane meble salonowe spod znaku PicNic oraz rezydencja w stylu greckim, zbudowana w Pittsburghu w latach 30. XIX w. Ważną grupę zbiorów stanowią też dzieła rzemiosła artystycznego z regionu Pensylwanii.

### Fotografia
Charles „Teenie” Harris (1908–1998) fotografował afroamerykańską społeczność Pittsburgha w okresie od ok. 1935 do ok. 1975. Jego archiwum, obejmujące ok. 80 000 zdjęć jest dzisiaj jednym z najbardziej znanych zbiorów tego typu, dokumentujących miejskie życie czarnej społeczności.